# حوزه انتخابیه چهارم کارولینای شمالی
حوزه انتخابیه چهارم کارولینای شمالی یک حوزه انتخابیه مجلس نمایندگان آمریکا است که در ایالت کارولینای شمالی قرار دارد.